# 熊本県小学校一覧
熊本県小学校一覧（くまもとけんしょうがっこういちらん）は、熊本県の小学校の一覧。
| 総数                            | 334校・3分校              |
| 国立                            | 1校                       |
| 公立                            | 333校・3分校              |
| 私立                            | なし                      |
| 教育委員会所在地                | 〒862-8609 （教育庁専用） |
| 熊本市中央区水前寺六丁目18番1号 |                           |
| 公式サイト                      | 熊本県教育委員会          |

## 国立小学校
- 熊本大学教育学部附属小学校

## 公立小学校

### 熊本市

#### 中央区
- 熊本市立出水小学校
- 熊本市立出水南小学校
- 熊本市立一新小学校
- 熊本市立大江小学校
- 熊本市立帯山小学校
- 熊本市立帯山西小学校
- 熊本市立黒髪小学校
- 熊本市立慶徳小学校
- 熊本市立向山小学校
- 熊本市立壺川小学校
- 熊本市立五福小学校
- 熊本市立白川小学校
- 熊本市立城東小学校
- 熊本市立砂取小学校
- 熊本市立碩台小学校
- 熊本市立託麻原小学校
- 熊本市立白山小学校
- 熊本市立春竹小学校
- 熊本市立本荘小学校

#### 東区
- 熊本市立秋津小学校
- 熊本市立泉ヶ丘小学校
- 熊本市立画図小学校
- 熊本市立尾ノ上小学校
- 熊本市立健軍小学校
- 熊本市立健軍東小学校
- 熊本市立桜木小学校
- 熊本市立桜木東小学校
- 熊本市立託麻北小学校
- 熊本市立託麻西小学校
- 熊本市立託麻東小学校
- 熊本市立託麻南小学校
- 熊本市立月出小学校
- 熊本市立長嶺小学校
- 熊本市立西原小学校
- 熊本市立東町小学校
- 熊本市立山ノ内小学校
- 熊本市立若葉小学校

#### 西区
- 熊本市立池田小学校
- 熊本市立池上小学校
- 熊本市立小島小学校
- 熊本市立春日小学校
- 熊本市立河内小学校
- 熊本市立白坪小学校
- 熊本市立城山小学校
- 熊本市立城西小学校
- 熊本市立高橋小学校
- 熊本市立中島小学校
- 熊本市立花園小学校
- 熊本市立古町小学校
- 熊本市立芳野小学校

#### 南区
- 熊本市立飽田西小学校
- 熊本市立飽田東小学校
- 熊本市立飽田南小学校
- 熊本市立奥古閑小学校
- 熊本市立川口小学校
- 熊本市立川尻小学校
- 熊本市立隈庄小学校
- 熊本市立城南小学校
- 熊本市立杉上小学校
- 熊本市立銭塘小学校
- 熊本市立田迎小学校
- 熊本市立田迎南小学校
- 熊本市立田迎西小学校
- 熊本市立富合小学校
- 熊本市立豊田小学校
- 熊本市立中緑小学校
- 熊本市立日吉小学校
- 熊本市立日吉東小学校
- 熊本市立御幸小学校
- 熊本市立力合小学校
- 熊本市立力合西小学校

#### 北区
- 熊本市立麻生田小学校
- 熊本市立植木小学校
- 熊本市立川上小学校
- 熊本市立楠小学校
- 熊本市立桜井小学校
- 熊本市立山東小学校
- 熊本市立清水小学校
- 熊本市立城北小学校
- 熊本市立高平台小学校
- 熊本市立田底小学校
- 熊本市立龍田小学校
- 熊本市立龍田西小学校
- 熊本市立田原小学校
- 熊本市立西里小学校
- 熊本市立楡木小学校
- 熊本市立菱形小学校
- 熊本市立北部東小学校
- 熊本市立武蔵小学校
- 熊本市立山本小学校
- 熊本市立弓削小学校
- 熊本市立吉松小学校
- 熊本市立龍田西小学校

### 八代市
- 八代市立植柳小学校
- 八代市立太田郷小学校
- 八代市立郡築小学校
- 八代市立高田小学校
- 八代市立昭和小学校
- 八代市立代陽小学校
- 八代市立日奈久小学校
- 八代市立二見小学校
- 八代市立宮地小学校
- 八代市立麦島小学校
- 八代市立八代小学校
- 八代市立龍峯小学校
- 八代市立金剛小学校
  - 弥次分校
- 八代市立松高小学校
- 八代市立八千把小学校
- 八代市立千丁小学校
- 八代市立有佐小学校
- 八代市立鏡小学校
- 八代市立文政小学校
- 八代市立八竜小学校
- 八代市立東陽小学校
- 八代市立泉小中学校
- 八代市立泉第八小学校

### 人吉市
- 人吉市立人吉東小学校
- 人吉市立人吉西小学校
- 人吉市立東間小学校
- 人吉市立大畑小学校
- 人吉市立西瀬小学校
- 人吉市立中原小学校

### 荒尾市
- 荒尾市立荒尾第一小学校
- 荒尾市立万田小学校
- 荒尾市立中央小学校
- 荒尾市立緑ヶ丘小学校
- 荒尾市立平井小学校
- 荒尾市立府本小学校
- 荒尾市立八幡小学校
- 荒尾市立清里小学校
- 荒尾市立有明小学校
- 荒尾市立桜山小学校

### 水俣市
- 水俣市立水俣第一小学校
  - 浜分校
- 水俣市立水俣第二小学校
- 水俣市立水東小学校
- 水俣市立袋小学校
- 水俣市立葛渡小学校
- 水俣市立湯出小学校
- 水俣市立久木野小学校

### 玉名市
- 玉名市立玉名町小学校
- 玉名市立築山小学校
- 玉名市立滑石小学校
- 玉名市立大豊小学校
- 玉名市立八嘉小学校
- 玉名市立伊倉小学校
- 玉名市立玉陵小学校
- 玉名市立大野小学校
- 玉名市立睦合小学校
- 玉名市立高道小学校
- 玉名市立鍋小学校
- 玉名市立横島小学校
- 玉名市立玉水小学校
- 玉名市立小天小学校

### 山鹿市
- 山鹿市立山鹿小学校
- 山鹿市立八幡小学校
- 山鹿市立三玉小学校
- 山鹿市立大道小学校
- 山鹿市立鹿北小学校
- 山鹿市立菊鹿小学校
- 山鹿市立鹿本小学校
- 山鹿市立めのだけ小学校

### 菊池市
- 菊池市立隈府小学校
- 菊池市立菊池北小学校
- 菊池市立菊之池小学校
- 菊池市立花房小学校
- 菊池市立戸崎小学校
- 菊池市立七城小学校
- 菊池市立旭志小学校
- 菊池市立泗水小学校
- 菊池市立泗水東小学校
- 菊池市立泗水西小学校

### 宇土市
- 宇土市立網津小学校
- 宇土市立宇土小学校
- 宇土市立宇土東小学校
- 宇土市立網田小学校
- 宇土市立走潟小学校
- 宇土市立花園小学校
- 宇土市立緑川小学校

### 上天草市
- 上天草市立維和小学校
- 上天草市立上小学校
- 上天草市立中南小学校
- 上天草市立中北小学校
- 上天草市立登立小学校
- 上天草市立湯島小学校
- 上天草市立阿村小学校
- 上天草市立教良木小学校
- 上天草市立今津小学校
- 上天草市立姫戸小学校
- 上天草市立龍ヶ岳小学校

### 宇城市
- 宇城市立三角小学校
- 宇城市立青海小学校
- 宇城市立不知火小学校
- 宇城市立松橋小学校
- 宇城市立当尾小学校
- 宇城市立豊川小学校
- 宇城市立豊福小学校
- 宇城市立小野部田小学校
- 宇城市立河江小学校
- 宇城市立小川小学校
- 宇城市立海東小学校
- 宇城市立豊野小中学校

### 阿蘇市
- 阿蘇市立阿蘇西小学校
- 阿蘇市立内牧小学校
- 阿蘇市立阿蘇小学校
- 阿蘇市立山田小学校
- 阿蘇市立一の宮小学校
- 阿蘇市立波野小学校

### 合志市
- 合志市立合志小学校
- 合志市立合志南小学校
- 合志市立南ヶ丘小学校
- 合志市立西合志第一小学校
- 合志市立西合志南小学校
- 合志市立西合志中央小学校
- 合志市立西合志東小学校
- 合志市立合志楓の森小学校

### 天草市
- 天草市立本渡南小学校
- 天草市立本渡北小学校
- 天草市立亀川小学校
- 天草市立本渡東小学校
- 天草市立楠浦小学校
- 天草市立本町小学校
- 天草市立佐伊津小学校
- 天草市立牛深小学校
- 天草市立牛深東小学校
- 天草市立有明小学校
- 天草市立御所浦小学校
- 天草市立倉岳小学校
- 天草市立栖本小学校
- 天草市立新和小学校
- 天草市立五和小学校
- 天草市立天草小学校
- 天草市立河浦小学校

### 下益城郡
- 美里町立中央小学校
- 美里町立砥用小学校
- 美里町立励徳小学校

### 玉名郡
- 玉東町立木葉小学校
- 玉東町立山北小学校
- 南関町立南関第一小学校
- 南関町立南関第二小学校
- 南関町立南関第三小学校
- 南関町立南関第四小学校
- 長洲町立長洲小学校
- 長洲町立清里小学校
- 長洲町立六栄小学校
- 長洲町立腹赤小学校
- 和水町立菊水小学校
- 和水町立三加和小中学校

### 菊池郡
- 大津町立大津小学校
- 大津町立大津北小学校
- 大津町立大津東小学校
- 大津町立大津南小学校
- 大津町立室小学校
- 大津町立護川小学校
- 大津町立美咲野小学校
- 菊陽町立菊陽中部小学校
- 菊陽町立菊陽南小学校
- 菊陽町立菊陽北小学校
- 菊陽町立菊陽西小学校
- 菊陽町立武蔵ヶ丘小学校
- 菊陽町立武蔵ヶ丘北小学校

### 阿蘇郡
- 南小国町立中原小学校
- 南小国町立りんどうヶ丘小学校
- 南小国町立市原小学校
- 小国町立小国小学校
- 産山村立産山学園
- 高森町立高森東学園義務教育学校
- 高森町立高森中央小学校
- 西原村立山西小学校
- 西原村立河原小学校
- 南阿蘇村立南阿蘇西小学校
- 南阿蘇村立白水小学校
- 南阿蘇村立久木野小学校

### 上益城郡
- 御船町立御船小学校
- 御船町立七滝中央小学校
- 御船町立滝尾小学校
- 御船町立木倉小学校
- 御船町立高木小学校
- 御船町立小坂小学校
- 嘉島町立嘉島東小学校
- 嘉島町立嘉島西小学校
- 益城町立飯野小学校
- 益城町立広安小学校
- 益城町立広安西小学校
- 益城町立益城中央小学校
- 益城町立津森小学校
- 甲佐町立甲佐小学校
- 甲佐町立龍野小学校
- 甲佐町立白旗小学校
- 甲佐町立乙女小学校
- 山都町立蘇陽小学校
- 山都町立矢部小学校
- 山都町立中島小学校
- 山都町立蘇陽南小学校
- 山都町立御岳小学校
- 山都町立清和小学校

### 八代郡
- 氷川町立竜北西部小学校
- 氷川町立竜北東小学校
- 氷川町立宮原小学校

### 葦北郡
- 芦北町立田浦小学校
- 芦北町立佐敷小学校
- 芦北町立大野小学校
- 芦北町立湯浦小学校
- 芦北町立内野小学校
- 津奈木町立津奈木小学校

### 球磨郡
- 錦町立西小学校
- 錦町立一武小学校
- 錦町立木上小学校
- 多良木町立多良木小学校
- 多良木町立久米小学校
- 多良木町立黒肥地小学校
  - 柳野分校
- 多良木町立槻木小学校
- 湯前町立湯前小学校
- 水上村立水上学園
- 相良村立相良南小学校
- 相良村立相良北小学校
- 五木村立五木東小学校
- 山江村立山田小学校
- 山江村立万江小学校
- 球磨村立球磨清流学園
- あさぎり町立上小学校
- あさぎり町立免田小学校
- あさぎり町立岡原小学校
- あさぎり町立須恵小学校
- あさぎり町立深田小学校

### 天草郡
- 苓北町立志岐小学校
- 苓北町立富岡小学校
- 苓北町立坂瀬川小学校
- 苓北町立都呂々小学校